# Leptonema
Leptonema é um género botânico pertencente à família Phyllanthaceae.